# Joe Batt's Arm (baai)
Joe Batt's Arm is een zeearm van 1,3 km² in de Canadese provincie Newfoundland en Labrador. De baai bevindt zich in het uiterste noordoosten van Fogo Island, een eiland ten noorden van Newfoundland.

## Geografie
De baai gaat in zuidwaartse richting 1,6 km ver het binnenland van Fogo Island in en heeft een maximale breedte van 1,2 km. Joe Batt's Arm heeft vooral in zijn toegang verschillende klippen en rotseilandjes, waarvan één met een vuurtoren. De kern van het dorp Joe Batt's Arm ligt aan de westelijke oever van de baai, maar de bebouwing strekt zicht uit over de volledige kustlijn van de zeearm.

## Galerij

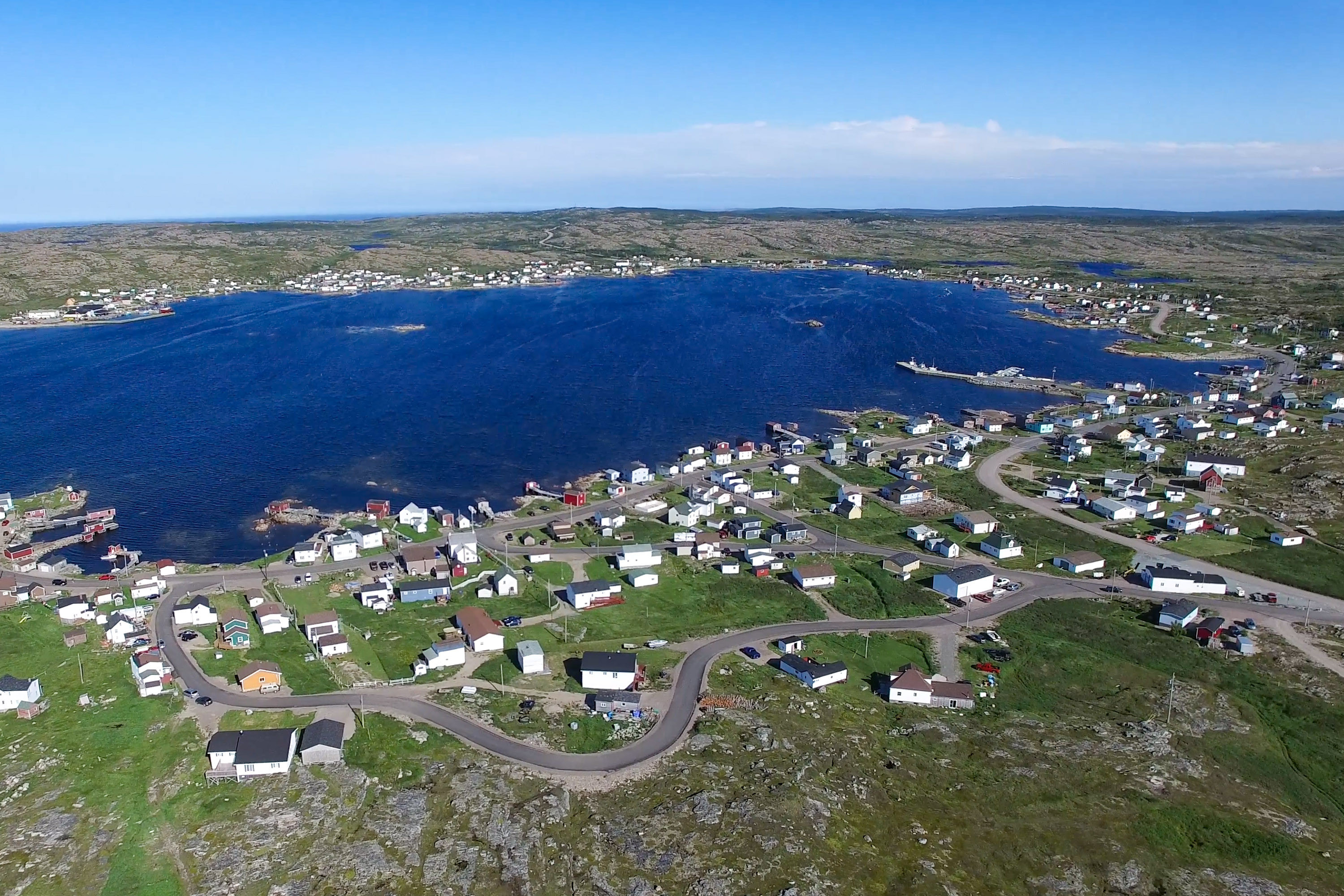
Luchtbeeld van Joe Batt's Arm
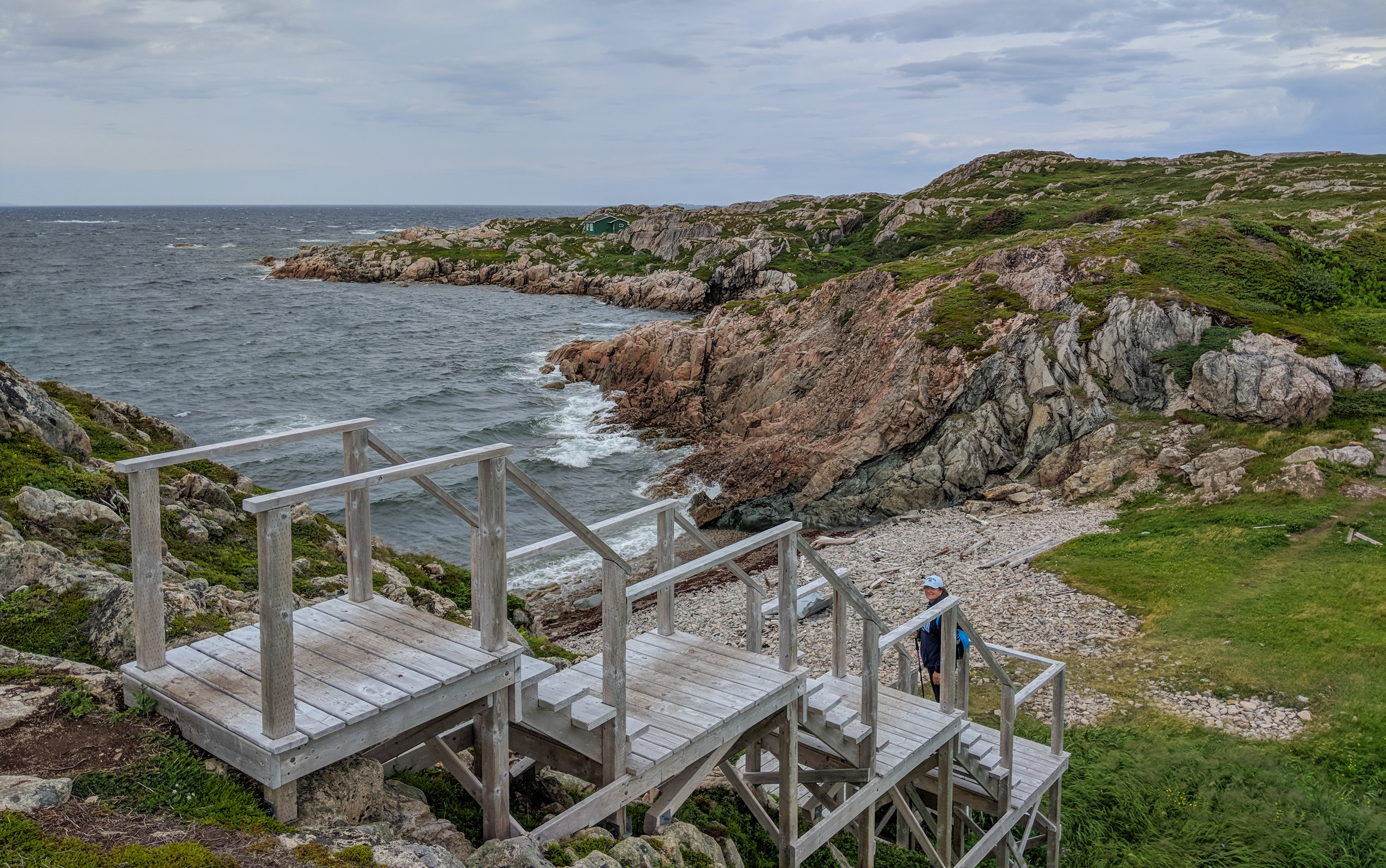
Wandelroute aan de noordoostelijke oever van de baai